# Chavannes-sur-Suran
Chavannes-sur-Suran és un municipi francès situat al departament de l'Ain i a la regió d'Alvèrnia-Roine-Alps. L'any 2007 tenia 639 habitants.

## Demografia

### Població
El 2007 la població de fet de Chavannes-sur-Suran era de 639 persones. Hi havia 265 famílies de les quals 75 eren unipersonals (46 homes vivint sols i 29 dones vivint soles), 91 parelles sense fills, 87 parelles amb fills i 12 famílies monoparentals amb fills.
La població ha evolucionat segons el següent gràfic:
Habitants censats

### Habitatges
El 2007 hi havia 361 habitatges, 263 eren l'habitatge principal de la família, 60 eren segones residències i 37 estaven desocupats. 323 eren cases i 34 eren apartaments. Dels 263 habitatges principals, 188 estaven ocupats pels seus propietaris, 70 estaven llogats i ocupats pels llogaters i 4 estaven cedits a títol gratuït; 1 tenia una cambra, 21 en tenien dues, 46 en tenien tres, 74 en tenien quatre i 122 en tenien cinc o més. 211 habitatges disposaven pel capbaix d'una plaça de pàrquing. A 111 habitatges hi havia un automòbil i a 139 n'hi havia dos o més.

### Piràmide de població
La piràmide de població per edats i sexe el 2009 era:
| Homes | Edats   | Dones |
| ----- | ------- | ----- |
| 0     | 95 o +  | 0     |
| 0     | 90 a 94 | 0     |
| 0     | 85 a 89 | 8     |
| 4     | 80 a 84 | 0     |
| 12    | 75 a 79 | 16    |
| 20    | 70 a 74 | 4     |
| 4     | 65 a 69 | 8     |
| 20    | 60 a 64 | 16    |
| 8     | 55 a 59 | 8     |
| 20    | 50 a 54 | 12    |
| 32    | 45 a 49 | 28    |
| 12    | 40 a 44 | 24    |
| 20    | 35 a 39 | 16    |
| 16    | 30 a 34 | 8     |
| 8     | 25 a 29 | 24    |
| 4     | 20 a 24 | 16    |
| 4     | 15 a 19 | 32    |
| 16    | 10 a 14 | 32    |
| 16    | 5 a 9   | 8     |
| 8     | 0 a 4   | 20    |

## Economia
El 2007 la població en edat de treballar era de 415 persones, 339 eren actives i 76 eren inactives. De les 339 persones actives 322 estaven ocupades (164 homes i 158 dones) i 16 estaven aturades (7 homes i 9 dones). De les 76 persones inactives 33 estaven jubilades, 26 estaven estudiant i 17 estaven classificades com a «altres inactius».

### Ingressos
El 2009 a Chavannes-sur-Suran hi havia 244 unitats fiscals que integraven 607,5 persones, la mediana anual d'ingressos fiscals per persona era de 19.065 €.

### Activitats econòmiques
Dels 27 establiments que hi havia el 2007, 1 era d'una empresa de fabricació de material elèctric, 2 d'empreses de fabricació d'altres productes industrials, 6 d'empreses de construcció, 3 d'empreses de comerç i reparació d'automòbils, 1 d'una empresa de transport, 3 d'empreses d'hostatgeria i restauració, 3 d'empreses immobiliàries, 4 d'entitats de l'administració pública i 4 d'empreses classificades com a «altres activitats de serveis».
Dels 9 establiments de servei als particulars que hi havia el 2009, 2 eren guixaires pintors, 2 fusteries, 1 lampisteria, 1 perruqueria, 1 restaurant i 2 salons de bellesa.
Dels 3 establiments comercials que hi havia el 2009, 1 era una botiga de més de 120 m², 1 una botiga de menys de 120 m² i 1 una joieria.
L'any 2000 a Chavannes-sur-Suran hi havia 20 explotacions agrícoles que ocupaven un total de 912 hectàrees.

## Equipaments sanitaris i escolars
El 2009 hi havia una escola elemental.

## Poblacions més properes
El següent diagrama mostra les poblacions més properes.